# سیدنی لومان
سیدنی لومان (انگلیسی: Sydney Lohmann؛ زادهٔ ۱۹ ژوئن ۲۰۰۰) بازیکن فوتبال اهل آلمان است.
از باشگاه‌هایی که در آن بازی کرده‌است می‌توان به باشگاه فوتبال زنان بایرن مونیخ اشاره کرد.
وی همچنین در تیم‌های ملی فوتبال Germany women's national under-15 football team, Germany women's national under-16 football team, Germany women's national under-17 football team, Germany women's national under-19 football team، و زنان آلمان بازی کرده‌است.